# L'Épée de l'aurore
L'Épée de l'aurore (titre original : The Sword of the Dawn) est un roman de fantasy de l’écrivain britannique Michael Moorcock. Il est paru en 1968 puis a été traduit en français et publié en 1979. Ce roman est le troisième tome de la série La Légende de Hawkmoon.

## Résumé
Les aventures du héros, Dorian Hawkmoon, l’amènent à se rendre dans différentes contrées.
Le poète granbreton Elvereza Tozer arrive en Kamarg grâce à un anneau donné par Mygan. Dorian et son ami Huilliam d'Averc retournent dans leur temps à Londra, déguisés sous une fausse identité, pour avoir plus d'informations. Ils y rencontrent Flana, l’ex-femme de Meliadus et cousine de l'empereur-dieu Huon.
Ils retrouvent Mygan avant Meladius, baron de l’hégémonique Ténébreux empire. Ils font étape en Amarehk, à Narleen, se battent avec des pirates tout en s'emparant de l'épée de l'Aurore.
Le chevalier d'Or et de Jais leur demande alors de se diriger vers Dnark, au nord, selon les instructions du bâton runique. Mais Dorian souhaite revenir en Europe.

## Analyse et commentaire
L’auteur a indiqué dans plusieurs interviews que les romans de ce cycle d’heroic fantasy avaient pour unique vocation de distraire leurs lecteurs.

## Prolongements
L’univers a inspiré un jeu de rôle : Hawkmoon.
En vue d’une adaptation télévisée, BBC Studios a acquis début 2019 les droits des quatre premiers romans de la série, soit Le Cycle du bâton runique qui comprend Le Joyau noir, Le Dieu fou, L'Épée de l'aurore et Le Secret des runes.